# Die süße Haut
Die süße Haut (französischer Originaltitel: La Peau douce) ist ein französischer Liebesfilm von François Truffaut.

## Handlung
Pierre Lachenay ist ein in Frankreich durch das Fernsehen bekannter Literaturkritiker und Wissenschaftler. Er ist verheiratet mit Franca und hat mit ihr die zehnjährige Tochter Sabine. Um einen Vortrag mit dem Titel Balzac und das Geld zu halten, fliegt er nach Lissabon. Bereits im Flugzeug wird er auf die hübsche Stewardess Nicole aufmerksam. Nach dem Vortrag trifft er nachts im Aufzug seines Hotels erneut auf sie. Er versucht, mit ihr anzubandeln und trifft sich schließlich am nächsten Tag mit ihr. Pierre verliebt sich in die 20 Jahre jüngere, lebenslustige Frau und verbringt eine Liebesnacht mit ihr. Wieder zurück in Paris meldet er sich bei ihr und trifft sie nun regelmäßig.
Er stimmt einer Reise nach Reims zu, wo er einen Film über André Gide vorstellen soll. Sein eigentliches Ziel ist es aber, ein paar Tage ungestört mit Nicole zu verbringen. Das Glück wird jedoch von den Organisatoren der Filmvorführung gestört, die seine Zeit in Anspruch nehmen. Nicole fühlt sich vernachlässigt; erste Risse entstehen in der Beziehung zwischen dem Intellektuellen und der Stewardess. Dennoch können sie im Anschluss an den Vortragsabend in Reims eine kurze Zeit des Glücks in einem Landhotel verbringen. Als Pierre aber seine Frau Franca anruft, erfährt er, dass diese versucht hat, ihn zu erreichen, und ihn verdächtigt, fremdzugehen.
Als er wieder zu Hause ist, scheint die Ehe zerbrochen. Pierre gibt die Beziehung zu Nicole jedoch nicht zu. Seiner Frau sagt er, dass er Zeit für sich gebraucht habe. Dennoch wünscht Franca die Scheidung. Pierre zieht ins Büro seiner Literaturzeitschrift und versucht, sein Leben neu zu organisieren. Er plant den Kauf einer Wohnung, in der er mit Nicole leben möchte. Bei der Besichtigung des Rohbaus gesteht Nicole ihm ihre Zweifel bezüglich ihre Beziehung und erklärt sie für beendet. In der Zwischenzeit hat seine Frau Franca Fotos entdeckt, die Pierre mit Nicole zeigen. Der Grund war also doch eine andere Frau. Wütend und entschlossen fährt sie nach Hause und lädt ein Gewehr. Pierre telefoniert mit Odile, Francas bester Freundin, die ihn davon überzeugt zu versuchen, Franca zurückzugewinnen. Er erreicht sie jedoch nicht mehr. In der Schlussszene sitzt er in seinem Stammlokal, wo er von Franca erschossen wird.

## Hintergrund
Für die Figur des Protagonisten, Pierre Lachenay, gab es zwei reale Vorbilder. Zum einen Pierre Jaccoud: „Ein Rechtsanwalt aus Genf, nicht sehr sympathisch, aber mit einem gewissen Charme, hatte sich auf ein sehr riskantes Liebesabenteuer mit einer Genferin eingelassen und landete am Ende vor dem Schwurgericht.“ Zum anderen Henri Guillemin: „Ein recht angenehm wirkender Literaturkritiker, den man von Zeit zu Zeit im Fernsehen erleben konnte. Pierre Lachenay war so etwas wie eine Synthese aus diesen beiden Männern.“

Der Film, den Lachenay in Reims präsentiert, ist Avec André Gide von Marc Allégret aus 1951.

Das Ende des Films basiert auf einer wahren Begebenheit, bei der eine Frau im Juni 1963 in einem Pariser Restaurant ihren Ehemann mit einem Jagdgewehr erschossen hatte.

Ein Ziel Truffauts bei diesem Film war es, die übliche Darstellung in Ehebruchsdramen, in denen „die Geliebte Sinnlichkeit ausstrahlt und die Ehefrau nicht“, in denen „die Ehefrau zur Nebenfigur degradiert wird“, umzukehren. So sollte „die Beziehung zu der Jüngeren eher intellektueller Natur“ sein und „die Beziehung zu seiner Ehefrau, die er im Begriff ist zu verlassen, eine sehr sinnliche“.

Die Dreharbeiten fanden im Zeitraum vom 21. Oktober bis kurz vor Weihnachten 1963 statt. Drehorte waren u. a. Lissabon, wo einige wenige Straßenszenen aufgenommen wurden, der Flughafen Orly sowie in Paris das Hotel Lutetia für die Szenen, die im Hotel in Lissabon spielen, und die eigene Wohnung des Ehepaares Truffaut für die Szenen in der Wohnung der Lachenays. Die Schlussszene des Films wurde im Pariser Restaurant „Le Val d’Isère“ gedreht.

Truffaut inszenierte die Liebesgeschichte wie einen Kriminalfilm, der schließlich mit dem Tod der Hauptfigur endet. Die Musik von Georges Delerue unterstützt die Dramaturgie wirkungsvoll.

## Kritiken
Die Uraufführung des Films fand auf den Filmfestspielen in Cannes 1964 statt. Die Resonanz bei den dort anwesenden Filmkritikern war fast ausnahmslos negativ, Truffaut sprach von einem „fiasco complet“, einem vollkommenen Fiasko. Es folgten auch einige positive Besprechungen des Films, z. B. von André Téchiné in den Cahiers du cinéma, aber lange Zeit galt La Peau douce als einer der Misserfolge von Truffaut, kommerziell war er es in jedem Falle.

„Truffaut entwickelt den melodramatischen Stoff zur kritisch-analytischen Beschreibung männlicher Verhaltensweisen zwischen Realitäts- und Lustprinzip. […]Ein 'klassisch' inszenierter Film, der vor allem durch seine fugenlose Montage auffällt.“

## Auszeichnungen
Der einzige internationale Preis, den der Film erhielt, kam aus Dänemark. Dort wurde er 1965 als bester europäischer Film des Jahres mit dem Bodil ausgezeichnet.

## Synchronisation
| Rolle           | Darsteller      | Synchronsprecher |
| --------------- | --------------- | ---------------- |
| Pierre Lachenay | Jean Desailly   | Holger Hagen     |
| Clément         | Daniel Ceccaldi | Erich Ebert      |

## DVD
Die süße Haut. (Teil der François Truffaut Collection 2.) Concorde Home Entertainment, 2016. – Enthält als Extra u. a. Ausschnitte aus dem TV-Film François Truffaut ou l'esprit critique (1965) von Jean-Pierre Chartier, in denen Truffaut mehrere Szenen aus La Peau douce kommentiert.